# San Rolando
San Rolando es un centro poblado peruano ubicado en el distrito de Marcavelica, perteneciente a la provincia de Sullana del departamento de Piura, al norte del Perú. 

## Demografía
En 2017 San Rolando tenía una población de 112 habitantes.